# Waśniów
Waśniów è un comune rurale polacco del distretto di Ostrowiec Świętokrzyski, nel voivodato della Santacroce.
Ricopre una superficie di 111,29 km² e nel 2004 contava 7 056 abitanti.